# Fritz Eckert (Politiker, 1911)
Friedrich „Fritz“ Eckert (* 18. April 1911 in Wien; † 18. August 1980 ebenda) war ein österreichischer Politiker (ÖVP).

## Leben
Eckert besuchte die zweiklassige Volksschule, die Bürgerschule und die Handelsschule und erlernte den Beruf des Kaufmanns. Er engagierte sich in der katholischen Jugendbewegung. Er war Sekretär von Bauernbunddirektor Leopold Figl. Er war Generalsekretär des Vaterländischen Werkes «Neues Leben» und wurde geschäftsführender Landessekretär der niederösterreichischen Vaterländischen Front. Kurz nach dem Anschluss Österreichs wurde er wegen seines Widerstands gegen den Anschluss Österreichs an das Deutsche Reich 1938 mit dem ersten Österreich-Transport ins KZ Dachau überführt und interniert. Nach dem Attentat auf Hitler 1944 wurde er vor dem Volksgerichtshof wegen Hochverrats angeklagt.
Er war Geschäftsführer des Österreichischen Wirtschaftsverlages. Eckert galt als Vertrauter von Bundeskanzler Julius Raab und war von 1945 bis 1972 Generalsekretär und Vizepräsident des Wirtschaftsbundes. Er war von 1949 bis 1973 Mitglied des Bundesrates und war dort ab 1957 bis 1973 Stellvertretender Vorsitzender sowie Vorsitzender der Bundesratsfraktion des Parlamentsclubs der ÖVP.
Fritz Eckert engagierte sich für zahlreiche soziale Projekte im Heiligen Land. 1955 wurde er von Kardinal-Großmeister Nicola Kardinal Canali zum Ritter des Ritterordens vom Heiligen Grab zu Jerusalem ernannt und durch Andreas Rohracher, Großprior der Statthalterei in Österreich, in Salzburg in den Päpstlichen Ritterorden investiert.
Eckert war Mitglied der katholischen Studentenverbindung KÖHV Amelungia Wien.

## Ehrungen und Auszeichnungen
- 1956: Ernennung zum Professor
- 1958: Großes Verdienstkreuz der Bundesrepublik Deutschland
- 1960: Großes Silbernes Ehrenzeichen für Verdienste um die Republik Österreich[2]
- 1963: Päpstlicher Geheimkämmerer
- 1963: Offizierskreuz der französischen Ehrenlegion
- 1964: Ehrendoktorat Dr. h.c. der Universität Pittsburgh (USA)
- 1964: Bayerischer Verdienstorden
- 1968: Großes Silbernes Ehrenzeichen mit dem Stern für Verdienste um die Republik Österreich[2]
- 1971: Ehrenzeichen der Universität Wien
- 1972: Ehrenbürger von Purkersdorf
- 1973: Großes Goldenes Ehrenzeichen für Verdienste um die Republik Österreich
- 1973: Großes Goldenes Ehrenzeichen für Verdienste um das Land Wien
- 1974: Großkreuz des Silvesterordens
- 1980: Ehrenkreuz für Wissenschaft und Kunst Erster Klasse
- Ernennung zum Kommerzialrat
- Komturkreuz des Königlich-griechischen Ordens
- Komtur mit Stern des Päpstlichen St. Gregoriusordens
- Großkreuz des Malteserordens mit Schulterband und Stern (???)
- Goldenes Komturkreuz der Universität Wien (???)
- Goldenes Komturkreuz von Wien, Niederösterreich und Burgenland (???)